# Rolling Fields
Rolling Fields és una població dels Estats Units a l'estat de Kentucky. Segons el cens del 2000 tenia 648 habitants.

## Demografia
Segons el cens del 2000, Rolling Fields tenia 648 habitants, 253 habitatges, i 195 famílies. La densitat de població era de 1.042,5 habitants/km².
Dels 253 habitatges en un 36,8% hi vivien nens de menys de 18 anys, en un 70% hi vivien parelles casades, en un 6,3% dones solteres, i en un 22,9% no eren unitats familiars. En el 19,8% dels habitatges hi vivien persones soles el 13,8% de les quals corresponia a persones de 65 anys o més que vivien soles. El nombre mitjà de persones vivint en cada habitatge era de 2,56 i el nombre mitjà de persones que vivien en cada família era de 2,97.
Per edats la població es repartia de la següent manera: un 28,7% tenia menys de 18 anys, un 2% entre 18 i 24, un 20,8% entre 25 i 44, un 28,2% de 45 a 60 i un 20,2% 65 anys o més.
L'edat mediana era de 44 anys. Per cada 100 dones de 18 o més anys hi havia 76,3 homes.
La renda mediana per habitatge era de 122.386 $ i la renda mediana per família de 138.765 $. Els homes tenien una renda mediana de 100.000 $ mentre que les dones 41.875 $. La renda per capita de la població era de 73.152 $. Cap de les famílies i l'1,5% de la població estaven per davall del llindar de pobresa.

## Poblacions més properes
El següent diagrama mostra les poblacions més properes.